# 3337 Miloš
3337 Miloš eller 1971 UG1 är en asteroid i huvudbältet, som upptäcktes 26 oktober 1971 av den tjeckiske astronomen Luboš Kohoutek vid Bergedorf-observatoriet. Den har fått sitt namn efter astronomen Miloš Tichý.
Den tillhör asteroidgruppen Koronis.